# Loi ordinaire
 (novembre 2023).
 (février 2025).
Si vous disposez d'ouvrages ou d'articles de référence ou si vous connaissez des sites web de qualité traitant du thème abordé ici, merci de compléter l'article en donnant les références utiles à sa vérifiabilité et en les liant à la section « Notes et références ».
En France, une loi ordinaire (parfois appelée loi simple) est un acte voté par le Parlement selon la procédure législative établie par la Constitution française et dans l'une des matières que la Constitution lui réserve expressément.
Elles sont votées selon une procédure particulière de navette entre l'Assemblée nationale et le Sénat. Depuis la Constitution du 4 octobre 1958, son domaine est limité par l'article 34 de la Constitution ; il s'agit de règles en matière de liberté publique, d'état et de capacité des personnes, de détermination des crimes et délits, de procédure pénale, d'impôts, etc.
Le Parlement ne peut dépasser son domaine d'intervention sans encourir la sanction d'un organe : le Conseil constitutionnel. Une loi qui dépasserait les limites d'intervention ne pourrait être promulguée.
Bien que la Constitution régisse l'utilisation et la formation des lois ordinaires, il n'en résulte pas qu'elle en est formée. En effet, il est très rare qu'une loi ordinaire constitue la construction d'une constitution. Un exemple isolé est l'Italie dont la constitution est régie par le statut Albertin, signé en 1848, qui signifie que les lois ordinaires établissent la constitution.
En bref, les lois ordinaires sont des règles d'accessoire de la Constitution, nombreuses notamment de la Troisième et Quatrième République en France.